# Zamek kaniowski

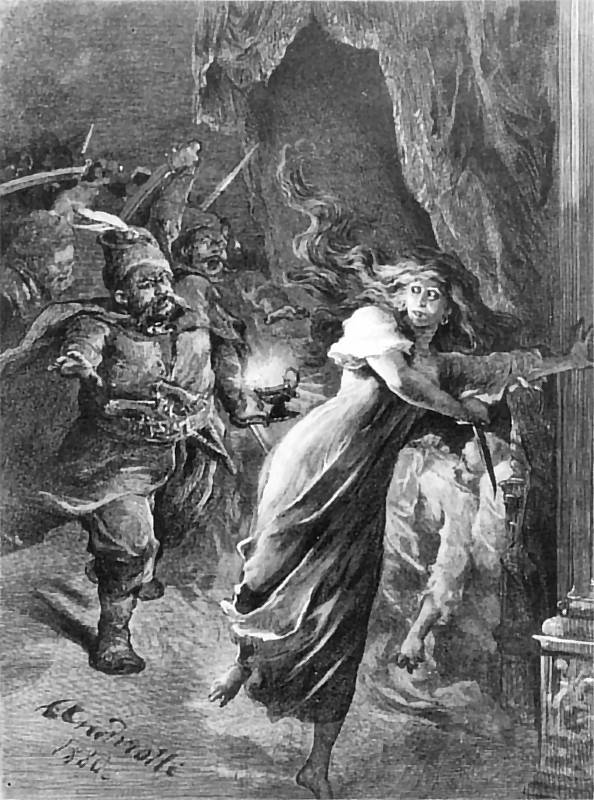
Ilustracja Michała Andriollego do utworu pt. „Zamek kaniowski”

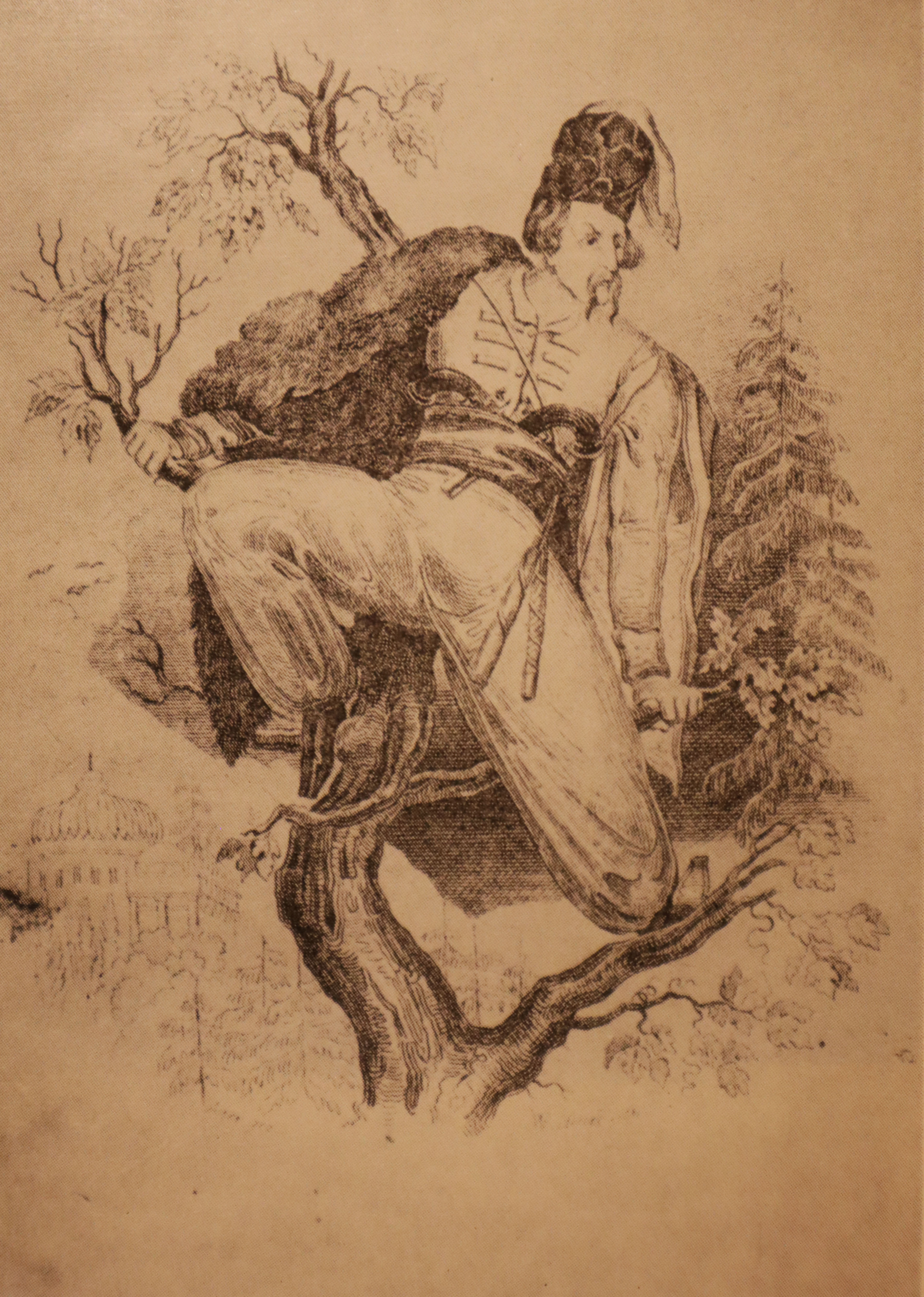
Nebaba na dębie. Ilustracja nieznanego autora do "Zamku kaniowskiego" (1838)

Zamek kaniowski – poemat romantyczny autorstwa Seweryna Goszczyńskiego, typowy przykład polskiego czarnego romantyzmu. Został napisany w roku 1828 a nawiązuje do wydarzeń koliszczyzny. Składa się z trzech części. Akcja rozgrywa się w Kaniowie na Ukrainie, obfituje w makabryczne i krwawe wydarzenia. Wśród wielu postaci tej frenetycznej powieści występują m.in. Kozacy (Szwaczka, Nebaba i ich ludzie, zazwyczaj rozbójnicy), zły polski rządca zamku, poślubiona przez niego podstępem Orlika (następnie mężobójczyni). Zamek zostaje na koniec zniszczony.
Dobrym przykładem języka powieści jest poniższy fragment z końca drugiej części utworu:

I konające potępieńca oczy,
Gdy je śmierć grzeszna pod swe bielmo toczy,
Już oblężone katów piekła zgrają,
Piekielnych krain witane już cieniem –
Nic groźniejszego widzieć nie zdołają
Przed ostatecznym na wieki zgaśnieniem.
Ta wpół kobieta, wpół grobów maszkara,
Z gasnącą lampą w rękach ubroczonych,
Jak gdyby z gwiazdą swych dni policzonych;
Ten Kozak za nią, co jak zbrodni kara,
Choć piętnem mordu cechowany cały,
Przecież niewolnie staje osłupiały
Przed okropnością złoczyńców sumienia;
Ten blask pożaru; skrwawione tło cienia...
A ci mordercy, co w głębokiej dali
Pomiędzy nocą orężem błyskali:
Prawdziwy obraz pieczar potępienia!

porównujący ogrom okropności w komnacie rządcy do obrazów, które – według autora – widzą oczy samobójcy.